# کاتلنبورگ-لینداو
کاتلنبورگ-لینداو (به آلمانی: Katlenburg-Lindau) یک شهر در آلمان است که در Northeim واقع شده‌است. کاتلنبورگ-لینداو ۷٬۶۲۰ نفر جمعیت دارد.